# 佐久間悠
佐久間 悠（さくま ゆう、1998年12月16日 - ）は、日本の俳優である。ヒラタオフィス所属。特技はダンス、空手。

## 出演

### テレビドラマ
- 臨床犯罪学者 火村英生の推理（2016年3月6日、日本テレビ） - 座間剣介 役
- 福岡恋愛白書12〜センセイとワタシ〜（2017年3月24日、九州朝日放送） - 時川宏哉 役
- 先に生まれただけの僕（2017年10月 - 12月、日本テレビ） - 加瀬龍之介 役
- 湘南の約束（2018年6月27日、NHK BSプレミアム） - 須和海翔 役
- ゼロ 一獲千金ゲーム（2018年7月 - 9月、日本テレビ） - 椿 役
- KBOYS（2018年10月 - 12月、朝日放送テレビ） - 主演・石山遼 役
- 仮面ライダージオウ 第25 - 28・41 - 43話（2019年3月3日 - 24日・6月30日 - 7月14日、テレビ朝日） - 加古川飛流 / アナザージオウ 役
- 僕はまだ君を愛さないことができる（2019年7月15日 - 12月10日 、フジテレビ） -  鳴海悠 役
- シャーロック 第10話（2019年12月9日、フジテレビ） - 竹内 役
- サイレント・ヴォイス 行動心理捜査官・楯岡絵麻 season2 第3話（2020年4月25日、BSテレビ東京） - 樋口優希 役
- SDGsミニドラマ「あの日、おばあちゃんが教えてくれたこと」（2021年12月21日、NHK） - 航平　役
- 特捜9 season5 第3話（2022年4月20日、テレビ朝日） - 藤山葵 役
- 未来への10カウント 第6話・第7話（2022年5月19日・26日、テレビ朝日） - 広山智樹 役
- ZIP! 朝ドラマ「クレッシェンドで進め」（2022年10月17日 -12月16日、日本テレビ） - 海老根 役
- 相棒 Season21 第14話 (2023年1月25日、テレビ朝日)　- 佐竹良輔 役
- 大奥 第4回（2023年1月31日、NHK総合） - 部屋子 役
- ウルトラマンアーク 第10話（2024年9月14日、テレビ東京） - 木崎カズオ 役
- あきない世傳 金と銀（NHK BS・NHK BSプレミアム4K） - 賢輔 役
  - あきない世傳 金と銀2（2025年4月6日 - 5月25日）[3]
  - あきない世傳 金と銀3（2026年春〈予定〉 - ）[4]

### 映画
- 劇場版 零 ゼロ（2014年）
- GONIN サーガ（2015年） - 久松勇人（幼少期） 役
- サクラ花 -桜花最期の特攻-（2015年） - 沖田二等飛行兵曹 役
- 14の夜（2016年） - 吉岡 役
- BEATOPIA（2017年） - 悠 役
- 最低。（2017年） - 中村 役

### ウェブドラマ
- 『私の卒業』プロジェクト第二期「僕らはいつだって遠回りしている」（2021年2月19日、YouTube） - 香坂翼　役

### 劇場アニメ
- 蟲師 特別編 -鈴の雫-（2015年） - 葦朗（少年） 役

### CM
- よみうりランド『グッジョバ‼1周年』（2017年）
- トンボ学生服（2016年 - 2017年）
- ジョンソン・エンド・ジョンソン『アキュビュー 』（2017年3月）
- FWD富士生命保険『はじめては、一生つづく。』篇（2019年 - 2020年）
- AOKI『初売りSALE「みんなが集まるお正月」篇』（2019年 - 2021年）
- GREEN DAKARA『「やさしいマン-高校生-」篇』（2022年）

### PV
- おとぎ話「ONLY LOVERS」（2018年）
- 三月のパンタシア「君をもっと知りたくない」（2021年）

### 配信限定シングル
- KBOYS BFcamp from KBOYS名義（2018年11月28日）